# BIBSYS
BIBSYS je vladna agencija, ki jo je ustanovilo in organiziralo Ministrstvo za šolstvo in raziskave na Norveškem. So ponudnik storitev s poudarkom na izmenjavi, shranjevanju in iskanju podatkov v zvezi z raziskavami, poučevanjem in učenjem, kar je sprva pomenilo metapodatke, povezane s knjižničnimi viri.
BIBSYS sodeluje z vsemi norveškimi univerzami in visokimi šolami ter raziskovalnimi ustanovami in Norveško narodno knjižnico. BIBSYS je organiziran kot enota na Norveški univerzi za znanost in tehnologijo (NTNU) v Trondheimu. 